# Portrait (Jazz-Titel)
Portrait ist eine Jazzkomposition von Charles Mingus.

## Der Titel
Die Komposition ist in der ABA-Form gehalten. Im ebenfalls von Mingus  verfassten Text wird deutlich, dass es nicht um das Porträt eines Menschen geht, sondern um das der Natur und der dahinter stehenden Kräfte. Es wurde zunächst auch  God’s Portrait benannt. Das A-Thema verwendete Mingus später als Anfangsphrase seines Stücks Sue’s Changes.
Erstmals wurde Portrait am 12. April 1952 aufgenommen, in einer Session des Bassisten mit dem Saxophonisten Lee Konitz und dem Sänger Jackie Paris (die vom Cool-Jazz-Pianisten Lennie Tristano aufgenommen wurde). Zuvor wurde es bereits als Instrumentalstück im Frühjahr 1949 unter dem Titel Inspiration von „Charlie Mingus And His 22 Piece Band“ für das Label Rex Hollywood eingespielt.
Am 19. September 1955 nahm Charles Mingus das Stück erneut unter dem Titel Portrait mit dem Trompeter Thad Jones in einer Instrumental-Version auf. Thad Jones wird dabei von einer Big Band und Streichern begleitet; das Arrangement stammt von Alonzo Lonnie Levister. Das Solo von Jones wurde vermutlich später im Overdubbing-Verfahren aufgenommen.
Joe Henderson interpretierte Portrait mit seinem Trio 1985. Die Band Mingus Dynasty, die sich vor allem der Pflege des Mingus-Repertoires nach dem Tod des Komponisten verpflichtet sieht, spielte im Jahr 1991 eine weitere Interpretation ein.

## Diskographie
- Charles Mingus: The Complete Debut Recordings (Debut/Fantasy, 1951/58)
- Charles Mingus: Charles Mingus with Orchestra (Nippon Columbia, 1971)
- Mingus Dynasty - The Next Generation Performs Charles Mingus Brand New Compositions (Columbia/Sony, 1991)
- Joe Henderson - The State of the Tenor, Volume 2 (Blue Note Records, 1985)